# بيتر كويجمانس
بيتر كويجمانس (بالإنجليزية: Pieter Kooijmans)‏‏ (6 يوليو 1933 في هيمستيده - 13 فبراير 2013 في أمستردام) قانوني، وقاضي، ودبلوماسي، وأستاذ جامعي من مملكة هولندا.

## منصب بيتر كويجمانس
منصب بيتر كويجمانس للسلام والقانون والأمان هو منصب رئيس أكاديمي بالتبادل، يتم التعيين فيه لمدة ثلاث سنوات من خلال جامعة لايدن، تكريمًا للأستاذ الفخري للقانون العام الدولي، البروفيسور بيتر كويجمانس، الذي التحق بجامعة لايدن في الفترة بين عامي 1978 و1992 و1995 إلى 1997. كما كان كذلك رئيسًا لأول مجلس إشرافي في جامعة لايدن.

### قائمة شاغلي المنصب
- جاب دي هوب شيفر (2009 – )

## الجوائز
- وسام الصليب الأعظم من الفئة الأولى للخدمات الجليلة لجمهورية ألمانيا الاتحادية

## روابط خارجية
- بيتر كويجمانس على موقع مونزينجر (الألمانية)